# Wappen des Baskenlandes
Das Wappen des Baskenlandes erhielt am 25. März 1986 sein heutiges Aussehen. An diesem Tag entschied die Regierung der Autonomen Gemeinschaft Baskenland, dem Urteil des spanischen Verfassungsgerichts vom 29. Juli 1985 nachzukommen und das Wappen Navarras (Navarrakette auf rotem Grund) aus dem gevierten Wappen des Baskenlands zu entfernen. Seitdem ist das vierte Feld einfarbig rot gehalten.

## Beschreibung
In der Heraldik werden die Bezeichnungen rechts und links grundsätzlich aus der Sicht der Person verwendet, die den Schild vor sich her tragen würde, also entgegengesetzt zur Sicht des Betrachters.
Der Wappenschild des Baskenlands (baskisch Euskal Herria) ist geviert.
Im ersten Feld des Wappenschilds steht in Gold auf grünem Grund rechts ein silberner Felsen, darauf ein silbernes Kastell mit zwei blauen Fenstern und blauem Tor, aus der ein blauer gerüsteter Arm ein blaues Schwert schwingend hervorbricht und einen roten aufrechten rotgezungten und rotbewehrten Löwe abwehrt. Das zweite silberne Feld ist von einem goldenen Bord mit acht roten Flanchis umgeben und zeigt auf erdfarbenem Grund die Heilige Eiche von Gernika mit braunem Stamm und grüner Laubkrone vor einem silbernen gemeinen Kreuz. Im dritten Feld stehen in Gold über achtfach im Wellenschnitt geteilten blau-silbernen Balken drei grüne Bäume. Das vierte Feld ist einfarbig rot gehalten.
Der Wappenschild wird beidseits von je einem grünen Eichenzweig mit jeweils vier goldenen Eicheln umgeben. Die Zweige werden von einer silbern-grünen Schleife zusammengehalten.

## Herkunft der Wappenbestandteile
- Das Kastell rechts im ersten Feld stellt das Castillo de Portilla dar. Seit spätestens 1294 hat die Herrschaft Portilla ein Siegel benutzt, das genau den Wappenschild zeigt, der noch heute im Provinzwappen von Álava und deshalb auch im Wappen der Autonomen Gemeinschaft Baskenland erscheint.[3] Kastell und Löwe sind auch die Symbole der alten Königreiche Kastilien und León.
- Die Steineiche im zweiten Feld ist die Heilige Eiche von Gernika. Nach der Tradition soll die erste Gerichtseiche an diesem Platz (genannt El Padre) 1334 gepflanzt worden sein.[4] Der jeweilige „Herr von Bizkaia“, seit 1379 in Person des jeweiligen Königs von Kastilien, schwor unter diesem Baum die Rechte der Bizkaia zu wahren. Diesen Eid leisteten hier u. a. Fernando II. von Aragón 1476 und Isabella I. von Kastilien 1483, also beide Katholische Könige. El Padre hat bis 1881 überlebt. Der heutige Baum ist der fünfte an dieser Stelle. Die roten Flanchis waren bereits Teil des Wappens der Familie Díaz de Haro, Herren von Bizkaia im 12. Jahrhundert. Sie wurden später durch rote Löwen ersetzt und sind erst seit 1986 wieder im Wappen der Provinz Bizkaia vertreten.[5]
- Die Bäume im dritten Feld, das für die Provinz Gipuzkoa steht, sind Gemeine Eiben, die seit 1482 für das Siegel dieser Provinz belegt sind.[6]
- Im vierten Feld befand sich ursprünglich das Wappen Navarras. Dies bestand seit Sancho VII. († 1234) aus einer goldenen Kette auf rotem Schild, ererbt von seinem Urgroßvater Theobald II., Graf von Blois, Brie, Champagne und Troyes.[7] Das spanische Verfassungsgericht untersagte die Verwendung dieses Wappens im Wappen des Baskenlandes.